# Wilhelm Sievers (geograf)
Friedrich Wilhelm Sievers, född 3 december 1860 i Hamburg, död 11 juni 1921 i Giessen, var en tysk forskningsresande, geograf och geolog, brorson till Shakespeareforskaren Eduard Wilhelm Sievers.

## Biografi
Sievers växte upp i en köpmannafamilj i Hamburg; fadern var liksom flera släktingar främst verksam i Karibien. Efter studier för bland andra Hermann Wagner och Ferdinand von Richthofen ägnade sig Sievers i sin forskning främst åt Sydamerika. Förutom verk om sina tre forskningsresor utgav han även den stora serien Allgemeine Länderkunde, det sena 1800- och tidiga 1900-talets främsta sammanfattning av tidens geografiska kunskap. 1891 blev han professor vid universitetet i Giessen. 
Auktorsnamnet W.Siev. kan användas för Wilhelm Sievers (geograf) i samband med ett vetenskapligt namn inom botaniken; se Wikipediaartiklar som länkar till auktorsnamnet.

## Forskningsresor
Wilhelm Sievers genomförde tre större forskningsresor i Sydamerika. Ett huvudsyfte var att inom den unga glaciologin dokumentera att även det tropiska Sydamerika omfattats av inlandsis under den senaste globala köldperioden. Sievers lämnade omfattande skildringar av sina resor i främst vetenskapligt, men även populärt hållet format. 
Stora delar av resorna gick på hög höjd genom Anderna och andra bergskedjor. Under den första resan var Sievers i juli 1885 den förste att bestiga Pico Pan de Azúcar (4860 meter) i Venezuela.
Under Sievers tredje resa fastställde han 1909 källan för Rio Marañon, Amazonflodens största källflöde. 
- 1884–1886: Colombia och Venezuela
- 1891–1893: Venezuela
- 1909: Peru och Ecuador